# 곽영아
곽영아(중국어: 郭穎兒, 영어: Celia Kwok, 1986년 12월 9일 ~ )는 홍콩의 배우 겸 모델이다.

## 영화 및 드라마
| 연도 | 제목                    | 배역     | 비고               |
| ---- | ----------------------- | -------- | ------------------ |
| 2013 | 《일로향서》            | 여주인공 |                    |
| 2013 | 《여자 아파트》         | 여주인공 | 미니 드라마        |
| 2014 | 《쾌락지구3》           | 여주인공 |                    |
| 2014 | 《3D 빙붕협: 중생지문》 |          |                    |
| 2015 | 《폐시형제2》           |          | 아이치이 웹 드라마 |

## 음악

### 노래
- 진정 《사랑을 믿는다》

### 뮤직비디오
- 진백우 《I MISS YOU》

## 패션쇼
- 2012년 《여생천하 FFFG》
- 2013년 《토쿄 걸스 나이트》

## 기타
- 2012년: 첫 사진집《미싱 실리아 K》

## 광고

### 광고 – 홍콩
- 2013 – 2014 닥터 리본
- 2012 – 2013 B&F 메디센터